# Савва (Раевский)
Архиепископ Савва (в миру Фёдор Фёдорович Раевский; 10 (22) февраля 1892, Ефремов, Тульская губерния — 17 апреля 1976, Кройдон) — епископ Русской православной церкви заграницей, архиепископ Сиднейский и Австралийско-Новозеландский.

## Биография
Отец его был чиновником и управлял несколькими имениями губернии, мать — Александра, урождённая Троицкая, была из духовного сословия.
Окончил Тульскую духовную семинарию в 1911 году и юридический факультет Варшавского университета в 1916 году.
Поступил на службу в Министерство образования Белого правительства на Юге России. В 1920 году эвакуировался с частями Белой армии на остров Лемнос, а оттуда в Константинополь. В 1921 году переселился в Сербию.
В 1921—1931 годы работал учителем в гимназии в Кралеве.
Переехал в Белград. В 1930 году поступил на Богословский факультет Белградского университета, который окончил в октябре 1935 года. Занимался преподавательской работой в Белграде, состоял в юрисдикции РПЦЗ.
В октябре 1941 года рукоположён во диакона, в 22 марта 1942 года — во пресвитера. Некоторое время был законоучителем русских учебных заведений в Сербии.
В апреле 1944 года эмигрировал в Австрию. Был настоятель Покровской церкви в Зальцбурге (1944-1948), Одновременно в 1945-1947 годы был временным администратором Австрийской епархии. 13 июля 1946 года возведён в сан протоиерея.
В 1948 году переехал в США. В 1948—1954 годы — настоятель Свято-Владимирской церкви в Майами (шт. Флорида, США). В 1950 году создал при храме Братство святого великомученика Пантелеимона.
В 1953 году овдовел. 14 января 1954 года пострижен в монашество в Свято-Троицком монастыре в Джорданвилле (США). 17 января того же года возведён в сан архимандрита.
24 января 1954 года был рукоположён во епископа Мельбурнского, викария Австралийской и Новозеландской епархии.
2 мая 1955 года назначен епископом Сиднейским и Австралийско-Новозеландским.
26 марта 1957 году возведён в сан архиепископа.
5 сентября 1969 года ушёл на покой.
С 23 июля по 25 ноября 1970 года временно управлял Сиднейской и Австралийско-Новозеландской епархией.
Скончался 4 (17) апреля 1976 года в Кройдоне (Австралия).

## Литератрура
- К. П. Еще одна тяжелая утрата // Православная Русь. — 1976. — № 9. — С. 14-15
- Н. М. Последние дни земной жизни Архиепископа Саввы // Православная Русь. — 1976. — № 10. — С. 8
- Протопопов М., протоиерей. Преосвященный Савва (Раевский), Архиепископ Сиднейский и Австралийско-Новозеландский. 1892—1972 гг. — Мельбурн, 1999
- Ширинская Е. Ценный вклад в историю русской эмиграции — книга «Архиепископ Савва (Раевский)». 1892—1976 // Православная Русь. — 1999. — № 20. — С. 13-14
- Савва (Раевский Федор Федорович) // Незабытые могилы : Российское зарубежье : некрологи 1917—2001. — М., 2005. — Т. 6, кн. 1. — С. 366
- Protopopov, Michael Alex, The Russian Orthodox presence in Australia: The history of a Church told from recently opened archives and previously unpublished sources (Ph.D. Thesis), School of Philosophy and Theology, Faculty of Arts and Sciences, Australian Catholic University, 2005.
- Г. А. Борщевцева Архиепископ Савва — Раевский Федор Федорович, уроженец земли Ефремовской // Тульский край. Памятные даты. 2012 / ГУК «Тульская областная универсальная научная библиотека», ГУК ТО Об-ние «Тульский областной историко-архитектурный и литературный музей», ГАУ ТО «Государственный архив»; сост. Ю. Е. Богомолова; отв. ред. Т. В. Тихоненкова; отв. за вып. Л. И. Королева. — Тула: Гриф и К, 2011. — 172 с, стр. 85-88

## Биография
- Савва (Раевский)
- Архиепископ Савва (Раевский Федор Федорович) (1892—1976)
- http://ricolor.org/rz/avstralia/mp/3/